# Замок Кастлмор
Замок Кастлмор Моат (англ. Castlemore Moat, Castlemore Castle, ірл. Fotheret O'Nolan, Rathsillan) — рів Кастлмор — замок Кастлмор, замок Фотерет О'Нолан, замок Рахсілан — один із замків Ірландії, стояв колись в графстві Карлоу. Нині від замку не лишилося навіть руїн. Колись замок був побудований в стилі Мотт-і-Бейлі — замку на штучному пагорбі, переважно дерев'яному. Нині це пам'ятка історії та культури Ірландії національного значення.
Замок Кастлмор Моат розташований в 1,2 милі на північний захід від селища Таллоу, в 2 км від річки Слейн. Не слід плутати замок Кастлмор Моат з будинком Кастлмор-Хаус — будинком ХІХ століття, що стоїть в 1 км від Кастлмор Моат.

## Історія замку Кастлмор Моат
Замок був побудований наприкінці ХІІ століття після англо-норманського завоювання Ірландії 1169 року для захисту завойованих земель від ірландських кланів, що намагались повернути собі відібрані у них землі. Замок побудувано Раймонд ФітцДжеральд (Раймонд Ле Грос) — одним з командирів англо-норманського вторгнення в Ірландію. До цього тут, можливо, була фортеця ірландського клану. Ця земля називалась до цього — земля фортеці клану О'Нолан. Ці землі дісталися Раймонду Ле Гросу коли він одружився з Базілією — сестрою графа Стронгбоу. Одружившись Раймонд жив з дружиною e замку Кастлмор Моат.
Від замку лишився тільки штучний пагорб висотою 9 м (30 футів). На пагорбі стоїть невеликий камінь 170×45×30 см з зображенням латинського хреста. Розміри пагорба: 18 м зі сходу на захід, 13 м з півночі на південь.
Будинок Кастлмор-Хаус по зовнішньому вигляду нагадує замок. Це заміський будинок, побудований в 1874 році, асиметричний в плані. Будівля включає в себе більш давній будинок, побудований в 1675 році. Дах прикрашений зубцями в стилі середньовічного замку. Будинок нині закинутий і перетворився в руїну.